# كونستانس
كُونْسْتَانْسْ (بالألمانية: Konstanz)‏ هي مدينة تقع في أقصى جنوب ألمانيا على بحيرة كونستانس المسماة بُودِنْسِي على الحدود مع سويسرا. يبلغ عدد سكانها حوالي 80 ألف نسمة لتكون بذلك أكبر مدينة مطلة على هذه البحيرة. يوجد بها جامعة ومعهد تقني عالي ومعهد موسيقى. بها ميناء وتوجد خطوط بحرية منتظمة بينها وبين مدينتي ميرسبورغ وفريدركسهافن الواقعتين على الضفة الأخرى من البحيرة. محطة كونستانس للقطارات متاخمة للحدود مع سويسرا. أقرب مطار جوي للمدينة هو مطار فريدركسهافن ومطار زيورخ الدولي.
سلمت معظم معالم المدينة من القصف الجوي لقوات الحلفاء في الحرب العالمية الثانية، اعتقادا منهم بأنها مدينة سويسرية.

## المناخ
يظهر الجدول التالي التغييرات المناخية على مدار السنة لكونستانس:
| البيانات المناخية لـكونستانس               | البيانات المناخية لـكونستانس | البيانات المناخية لـكونستانس | البيانات المناخية لـكونستانس | البيانات المناخية لـكونستانس | البيانات المناخية لـكونستانس | البيانات المناخية لـكونستانس | البيانات المناخية لـكونستانس | البيانات المناخية لـكونستانس | البيانات المناخية لـكونستانس | البيانات المناخية لـكونستانس | البيانات المناخية لـكونستانس | البيانات المناخية لـكونستانس | البيانات المناخية لـكونستانس |
| الشهر                                      | يناير                        | فبراير                       | مارس                         | أبريل                        | مايو                         | يونيو                        | يوليو                        | أغسطس                        | سبتمبر                       | أكتوبر                       | نوفمبر                       | ديسمبر                       | المعدل السنوي                |
| ------------------------------------------ | ---------------------------- | ---------------------------- | ---------------------------- | ---------------------------- | ---------------------------- | ---------------------------- | ---------------------------- | ---------------------------- | ---------------------------- | ---------------------------- | ---------------------------- | ---------------------------- | ---------------------------- |
| متوسط درجة الحرارة الكبرى °م (°ف)          | 3.2 (37.8)                   | 5.1 (41.2)                   | 10.4 (50.7)                  | 17.0 (62.6)                  | 21.9 (71.4)                  | 24.9 (76.8)                  | 26.7 (80.1)                  | 26.6 (79.9)                  | 21.9 (71.4)                  | 17.3 (63.1)                  | 7.6 (45.7)                   | 4.1 (39.4)                   | 14.34 (57.81)                |
| متوسط درجة الحرارة الصغرى °م (°ف)          | −2.3 (27.9)                  | −2.0 (28.4)                  | 1.0 (33.8)                   | 3.8 (38.8)                   | 8.2 (46.8)                   | 11.5 (52.7)                  | 13.5 (56.3)                  | 13.3 (55.9)                  | 10.1 (50.2)                  | 6.4 (43.5)                   | 1.7 (35.1)                   | −0.9 (30.4)                  | 5.4 (41.7)                   |
| الهطول مم (إنش)                            | 44.0 (1.73)                  | 45.0 (1.77)                  | 54.7 (2.15)                  | 61.5 (2.42)                  | 89.2 (3.51)                  | 98.3 (3.87)                  | 97.4 (3.83)                  | 89.3 (3.52)                  | 76.7 (3.02)                  | 62.7 (2.47)                  | 60.0 (2.36)                  | 66.1 (2.60)                  | 844.78 (33.26)               |
| متوسط أيام هطول الأمطار (≥ 1.0 mm)         | 9.5                          | 8.5                          | 10.7                         | 10.4                         | 11.3                         | 11.9                         | 11.5                         | 10.8                         | 9.5                          | 9.1                          | 9.7                          | 10.7                         | 123.6                        |
| متوسط الرطوبة النسبية (%)                  | 84                           | 80                           | 75                           | 72                           | 73                           | 74                           | 74                           | 77                           | 81                           | 85                           | 86                           | 85                           | 79                           |
| ساعات سطوع الشمس الشهرية                   | 50.2                         | 81.9                         | 135.3                        | 176.9                        | 209.9                        | 225.3                        | 249.2                        | 225.6                        | 160.1                        | 98.8                         | 53.8                         | 40.6                         | 1٬707٫66                     |
| المصدر: DWD and MeteoSchweiz (unavailable) |                              |                              |                              |                              |                              |                              |                              |                              |                              |                              |                              |                              |                              |

## معرض صور

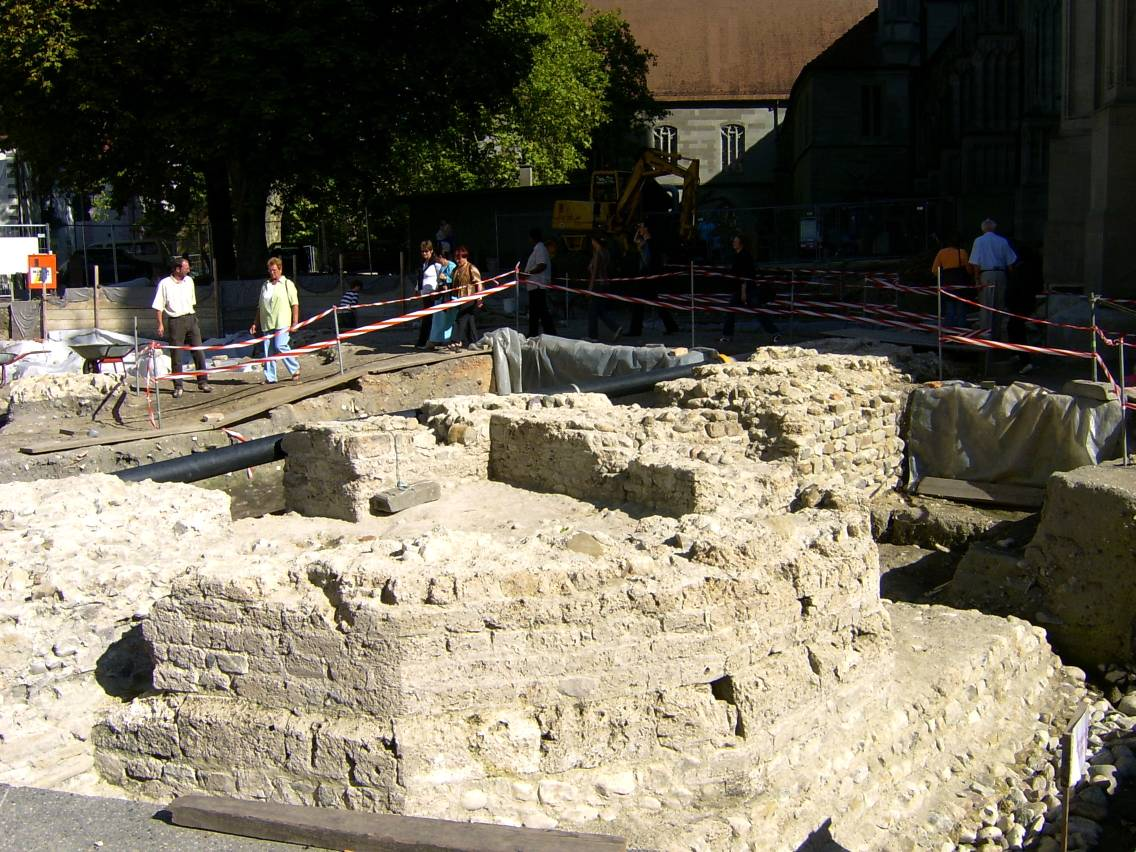
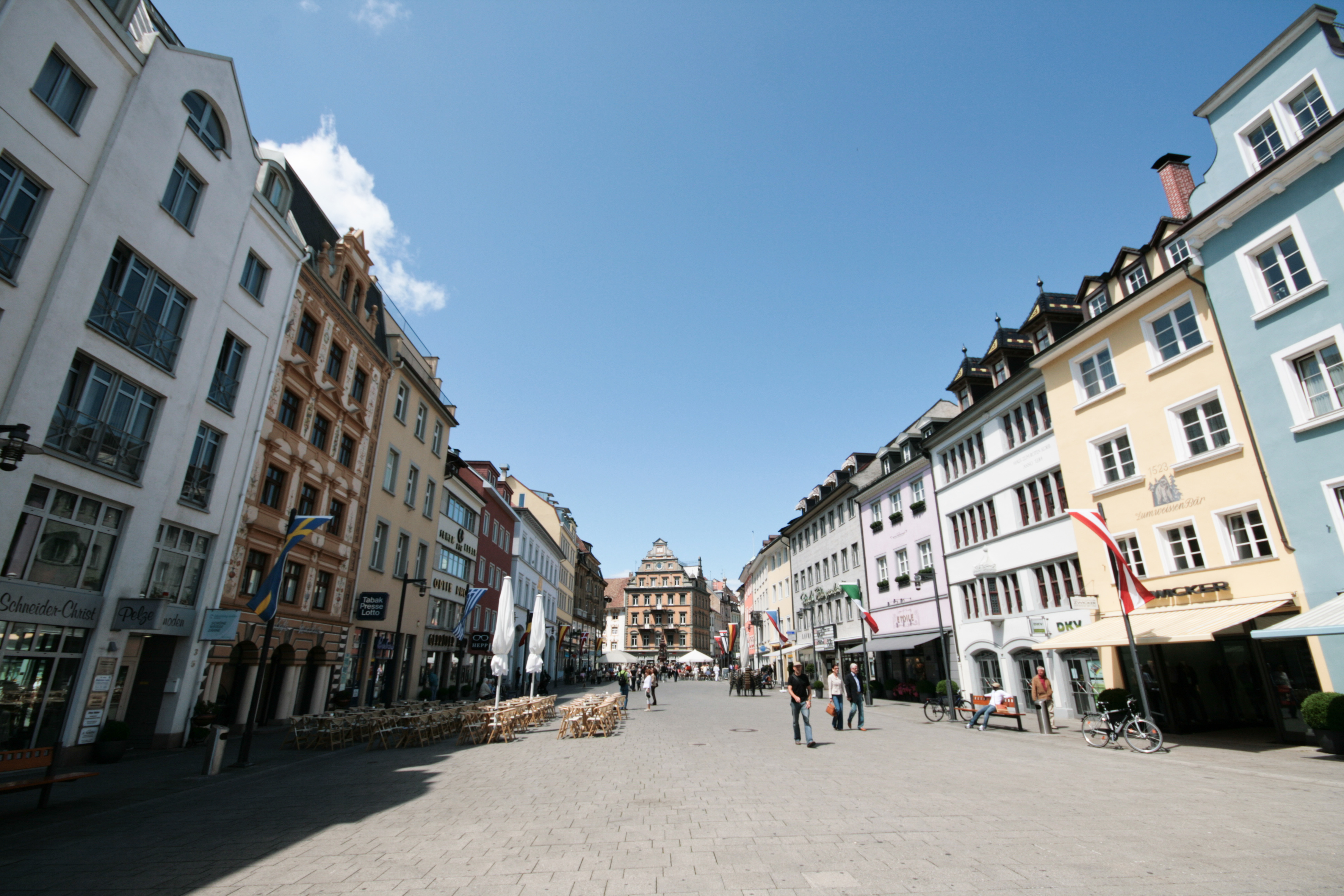
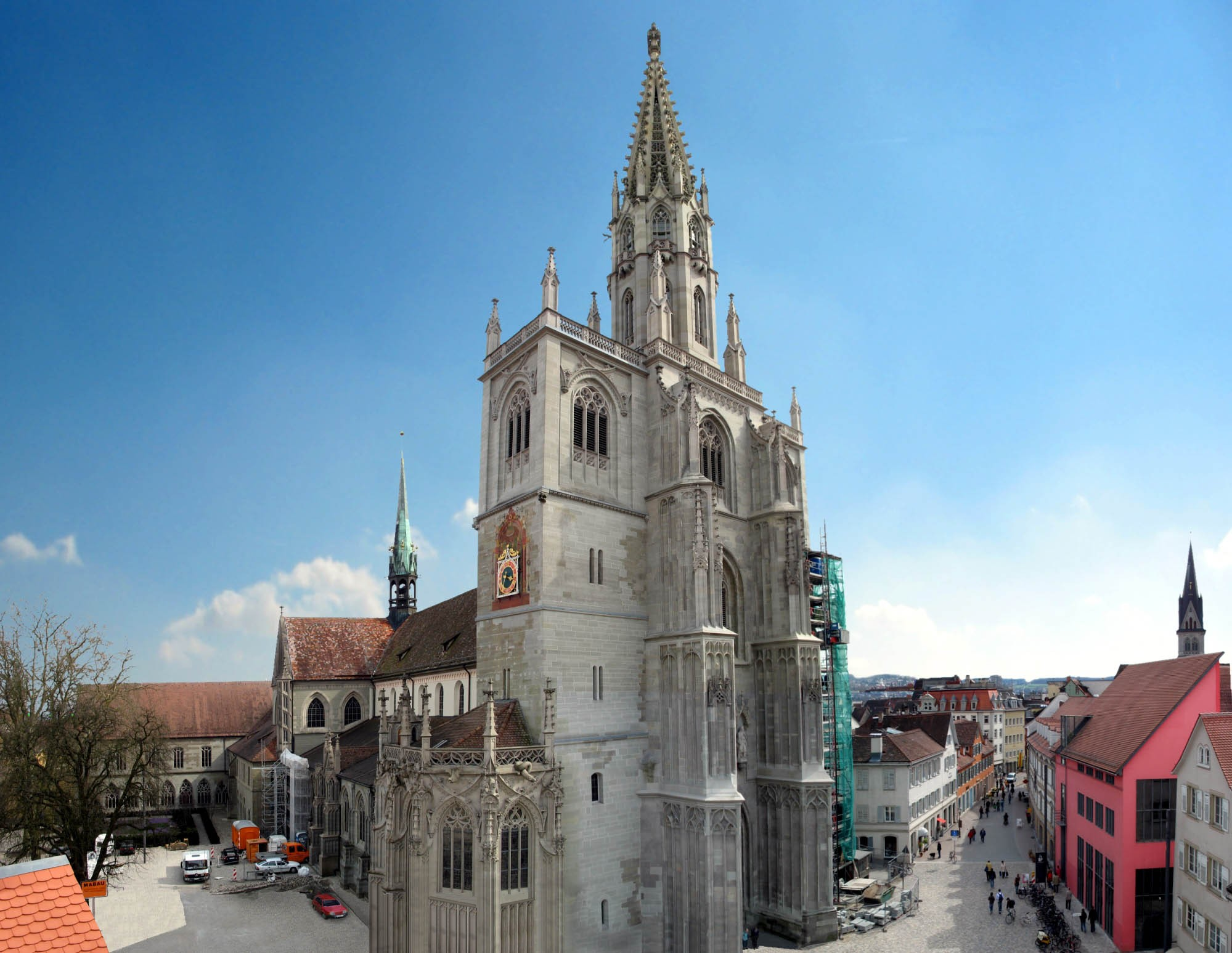
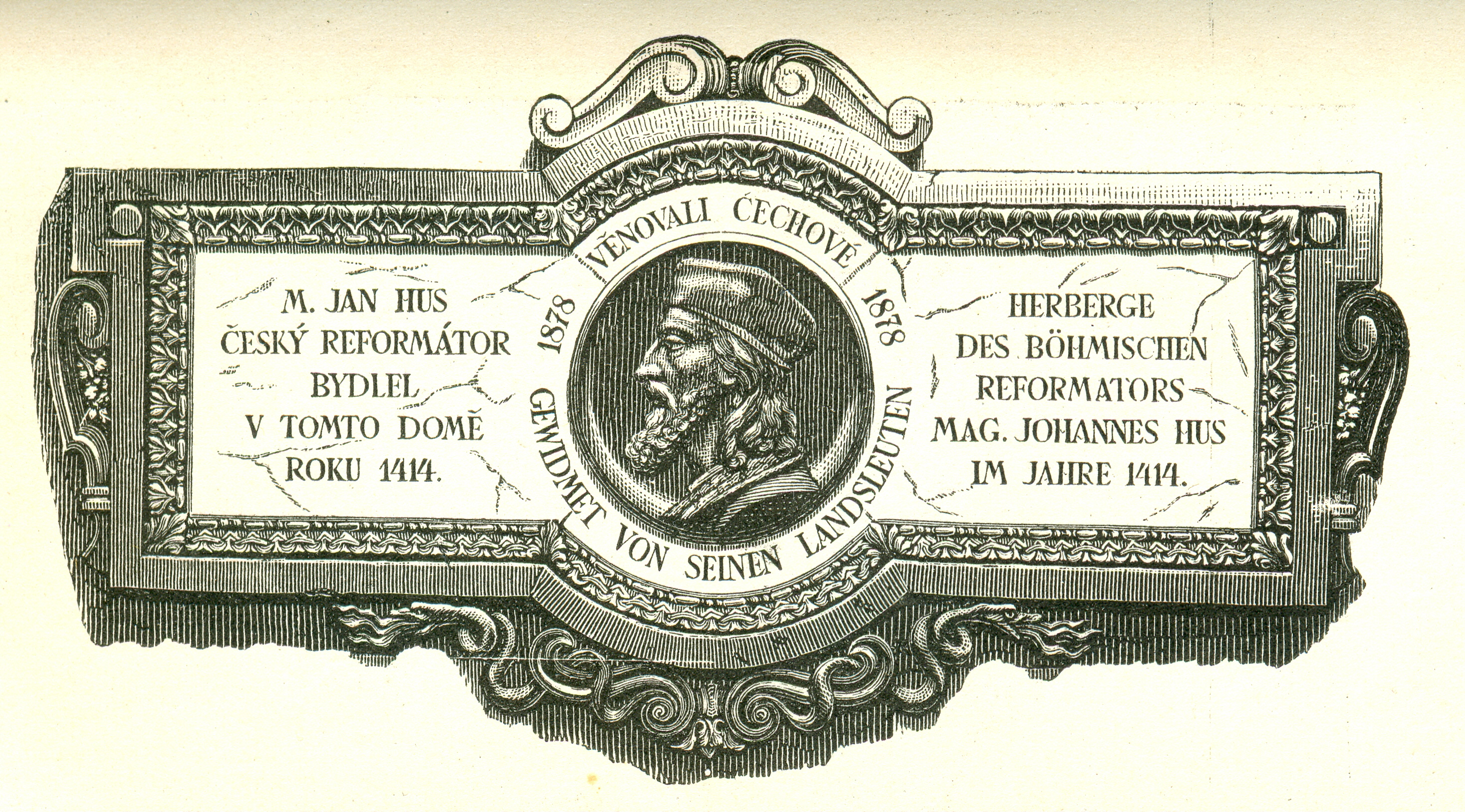

## توأمة
لكونستانس اتفاقيات توأمة مع كل من:
- فونتينبلو
- ريتشموند على نهر التايمز
- لودي
- تابور
- سوجو

## أعلام
- هانس باور
- فريديريش فليك
- بيتر ثمب
- يوجين فينك
- هنري دوفور
- فرديناند فون زبلين
- هاينريش زويزه
- ألفونسو سيلفا
- مارتن غوتهارد شنايدر
- إيان موردوك